# Petra Kipphoff
Petra Kipphoff (bürgerlich Petra Kipphoff von Huene, * 5. Januar 1937 in Hamburg; † 1. Juni 2023 ebenda) war eine deutsche Literaturwissenschaftlerin, Kunsthistorikerin, Kulturjournalistin und Autorin.

## Leben und Werk
Kipphoff wurde als Tochter des Kaufmanns Heinz Kipphoff und seiner Frau Erika Kipphoff (geb. Stuber) geboren. Sie wuchs in Thüringen auf, wohin die Familie während des Zweiten Weltkrieges (bis 1946) umgesiedelt war. Sie besuchte das Heilwig-Gymnasium in Hamburg, das sie 1956 mit dem Abitur abschloss. Anschließend studierte sie Germanistik, Anglistik und Kunstgeschichte in Kiel, Hamburg und München. Beeindruckt war sie von den Vorlesungen des Literaturwissenschaftlers Adolf Beck, des Anglisten Ludwig Borinski, von Ulrich Pretzel, Hans Pyritz und des Literaturkritikers Hans Wolffheim, die alle in Hamburg lehrten.
1961 wurde sie an der Hamburger Universität mit einer Arbeit zu Karl Kraus zum Dr. phil. promoviert. Bereits am 8. April 1960 erschien ihr erster Artikel Adolf Butenandt: Ein korrekter Lehrer, ein strenger Prüfer, ein großer Forscher in der Wochenzeitung Die Zeit. Deren Feuilleton gehörte sie anschließend ununterbrochen bis 2002 als Redakteurin an. Von 1960 bis 2013 erschienen in der Zeit und auf Zeit online 725 Artikel von Kipphoff, vor allem vielbeachtete und -zitierte Literatur- und Kunstkritiken. Die Ausstellungen der documenta begleitete sie regelmäßig sehr kritisch, aber wohlwollend.
Mit ihrem Mann, dem Künstler Stephan von Huene, gestaltete sie einen Zyklus aus Zeit-Collagen, der sich aus einem Briefwechsel entwickelte. Kipphoff sandte von Huene Zeitungsausgaben, dieser schickte Wortfragmente, ergänzt um Zeichnungen, zurück. Die Arbeiten wurden 2003 in der Hamburger Kunsthalle ausgestellt.
Kipphoff gehörte dem Redaktionsbeirat der Publikation Künstler – Kritisches Lexikon der Gegenwartskunst an. Seit 2003 schrieb sie für Die Zeit als freie Autorin.
Kipphoff starb im Jahr 2023 im Alter von 86 Jahren in Hamburg.

## Schriften
- Der Aphorismus im Werk von Karl Kraus. A. Schubert, 1961 (Dissertation).
- mit Thomas von Randow, Dieter E. Zimmer: Hochschulführer. Nannen, Hamburg 1964.
- Moderne Grafik international '79. Estampes modernes international '79 . Art Cooperation, Zug 1979.
- mit Marianne Bernhard (Hrsg.): Deutsche Romantik. Handzeichnungen. Band 1 und 2. Rogner & Bernhard, München 1974.
- Kopenhagen und Dänemark. Merian – das Monatsheft der Städte und Lände. Heft 7 / Juli 1992.
- mit Brigitte Blobel, Utta Danella: Der schönste Platz der Welt, Sylt. Wunderlich, Reinbek 2000, ISBN 978-3-499-26254-8.
- Stephan von Huene. Die gespaltene Zunge. Split Tongue. Hirmer, München 2012, ISBN 978-3-77745501-3.
- Max Beckmann: Der Maler als Schreiber. zu Klampen Verlag, Springe 2021, ISBN 978-3-86674-805-7.[7]